# Saccoderma
Saccoderma és un gènere de peixos de la família dels caràcids i de l'ordre dels caraciformes.

## Taxonomia
- Saccoderma falcata (Dahl, 1955)
- Saccoderma hastata (Eigenmann, 1913)[2]
- Saccoderma melanostigma (Schultz, 1944)
- Saccoderma robusta (Dahl, 1955)[3][4][5][6][7][8][9][10]